# Charinus africanus
Espèce
Charinus africanus est une espèce d'amblypyges de la famille des Charinidae.

## Distribution
Cette espèce se rencontre en Guinée équatoriale à Annobón et à Sao Tomé-et-Principe à Sao Tomé et à Principe,.

## Description
Charinus africanus mesure jusqu'à 8,4 mm.
La carapace des mâles décrits par Miranda, Giupponi, Prendini et Scharff en 2021 mesure de 2,74 à 2,85 mm de long sur de 3,88 à 4,10 mm et celle des femelles de 2,50 à 3,00 mm de long sur de 3,64 à 4,25 mm.

## Étymologie
Son nom d'espèce lui a été donné en référence au lieu de sa découverte, l'Afrique.

## Publication originale
- Hansen, 1921 : « The Pedipalpi, Ricinulei, and Opiliones (exc. Op. Laniatores) collected by Mr. Leonardo Fea in tropical West Africa and adjacent islands. » Studies on Arthropoda. Vol. 1. Gyldendalske Boghandel, p. 1–55 (texte intégral).